# Leptura pacifica
Leptura pacifica là một loài bọ cánh cứng trong họ Cerambycidae.